# Miguel de Riglos Bastida
Miguel de Riglos y Bastida (1649-1719) fue un militar, político y comerciante español, que sirvió durante el Virreinato del Perú como alcalde del cabildo de Buenos Aires.

## Biografía
Nació en Tudela, Navarra, hijo de Juan de Riglos y Fermina de la Bastida, perteneciente a una noble familia de raíces aragonesas. Llegó al Río de la Plata desde Cádiz en 1670, a bordo del barco San Hermenegildo.
Riglos fue uno de los hombres más ricos del Río de la Plata hasta principios del siglo XVIII. Instalado en Buenos Aires se dedicó al comercio y a la importación de cueros, encargándose del negocio de las reses cimarronas de la provincia de Buenos Aires. Tenía entre sus posesiones un lujoso carruaje con pernos dorados, y una vidriera en su interior. También construyó una lujosa casa conocida como «Altos de Riglos,» la primera casa de dos pisos de Buenos Aires, ubicada en la actual esquina de Bolívar y Avenida Rivadavia, en el barrio de Monserrat.
Riglos también poseía una suntuosa residencia (la Mesón del Retiro) en la zona del Retiro. Esta residencia fue alquilada en 1703 a la Compagnie Royale de Guinée, una «compañía» francesa que operó en Buenos Aires hasta 1712. Años más tarde, en 1718, Riglos vendió su propiedad a Thomas Dover, presidente de la Compañía del Mar del Sur en Buenos Aires.
«La Casa del Retiro» estaba ubicada en la actual Plaza General San Martín, y su primer propietario fue el Gobernador de Buenos Aires don Agustín de Robles Lorenzana, quien la había vendido a Miguel de Riglos alrededor de 1700.
Además de haber servido como comandante del Fuerte de Buenos Aires, ocupó cargos honoríficos en la ciudad de Buenos Aires, sirviendo como regidor y alcalde en 1682 y 1708.
Miguel de Riglos fue antepasado de María de los Remedios de Escalada, esposa del general don José de San Martín. Su nieto Miguel Fermín de Riglos fue caballero de la Orden de Santiago.